# Cagiva W
Le Cagiva W sono delle motociclette enduro della Cagiva prodotta nella cilindrate di 50 cm³, 75 cm³, 80 cm³, 125 cm³ con motori a due tempi, mentre le cilindrate 350 cm³, 500 cm³ e 600 cm³ sono con motori a quattro tempi. Queste moto riprendono il vecchio progetto della Cagiva T4, mentre vengono affiancate dalla Cagiva Super City una moto da supermotard, dalla Cagiva N 90 una moto da deserto, dalla Cagiva Cocis una moto da deserto nella sola versione 50 cm³ con cui la W4 condivide il motore e dalle Cagiva K, moto da fuoristrada - deserto, nelle versioni 50 cm³ e 125 cm³.

## W4
La W4 è un moto da enduro stradale prodotta nelle cilindrate 50 e 75, la differenza tra le due motorizzazioni è la cilindrata e il cambio a 4 o 6 marce, mentre il resto della struttura rimane immutato.
Il telaio è in acciaio monotrave con doppia culla. Il forcellone posteriore è collegato ad un sistema di leveraggi atti a rendere più progressiva l'azione della sospensione. La forcella anteriore è Marzocchi. Le ruote sono 21 e 17 pollici, mentre i freni sono dei Brembo Serie Oro a singolo pistoncino all'anteriore e a singolo pistoncino flottante al posteriore.
La moto presenta due serbatoi: il primo della benzina da 14 l, il secondo, dietro la fiancatina posteriore destra, dell'olio che, grazie al miscelatore, viene mescolato alla benzina nella vaschetta del carburatore.
L'impianto elettrico è dotato di tutti i sistemi che anche le sorelle maggiori usano, compresa la spia di eccessiva temperatura del liquido di raffreddamento; mancano solo gli abbaglianti.
Il motore a 2 tempi, raffreddato a liquido e con ammissione lamellare, ha la frizione a bagno d'olio con 4 dischi per la versione 50 cm³ e a 6 dischi per le versioni 75/80, il cambio sequenziale con 3-4 marce che diventeranno 6 a partire dal '93. Il cilindro inoltre presenta 1 luce di scarico e 6 di aspirazione.
La prima produzione utilizzava motore di derivazione Cocis/K3 con cilindro a corsa lunga, alesaggio 38 mm e corsa 44 mm, successivamente sostituito da quello a corsa corta, alesaggio 40 mm e corsa 39,6 mm.
L'avviamento su questo modello è con la sola pedivella, ma facilmente può essere aggiunto il motorino d'avviamento, cambiando semplicemente statore, volano e carter.
Le grafiche infine sono molto simili a quelle della Cagiva W8, infatti le uniche differenze stanno nel nome aerografato sulle fiancatine anteriori.
Vennero prodotte dal 1991 al 1996.

## W8

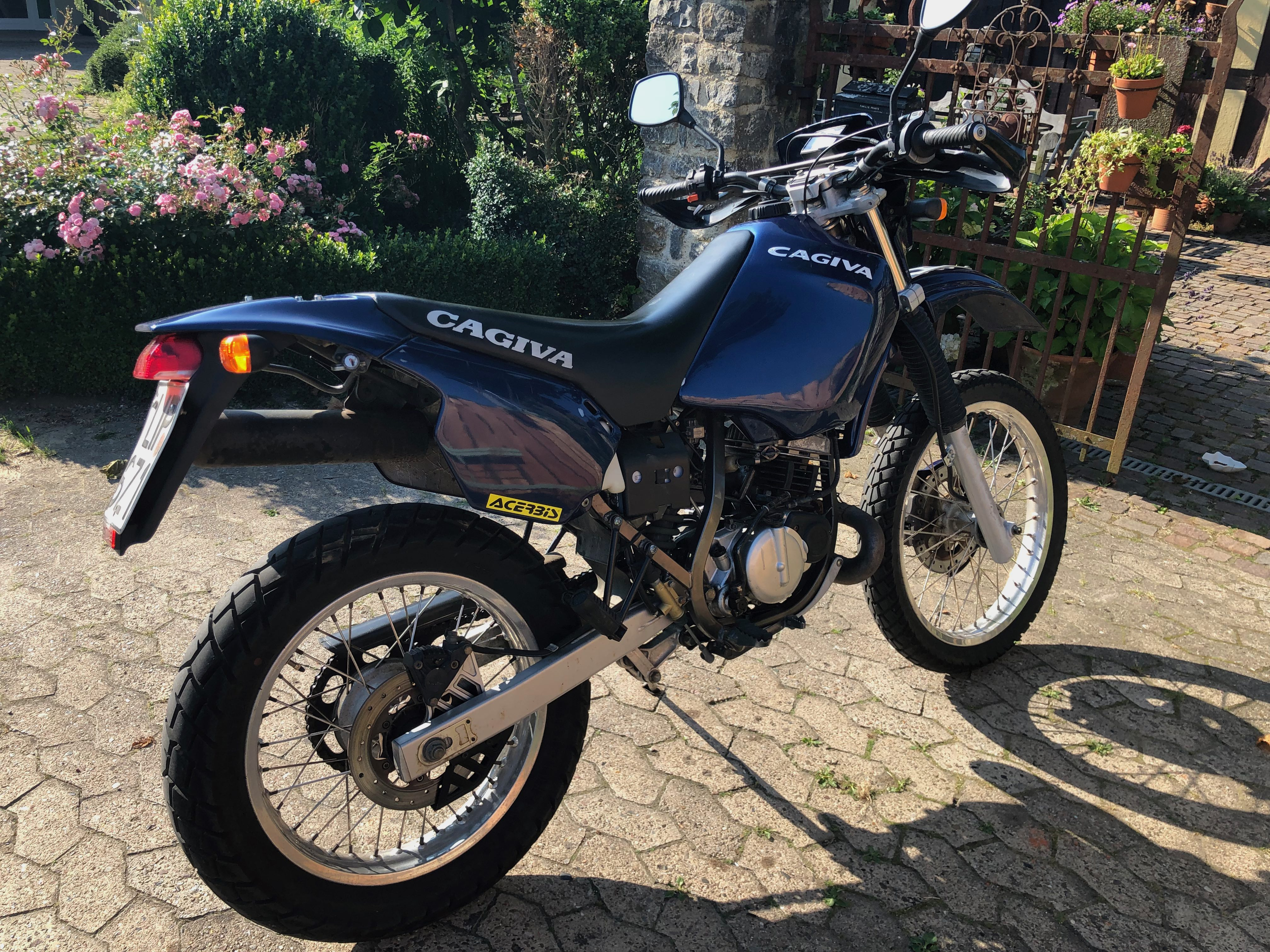
Cagiva W8

Questa moto, prodotta dal 1991 al 1995, è molto simile alla Cagiva K7 o Super City, ma differisce dalla sorella da supermotard per molti piccoli particolari.
La W8 monta il blocco motore della Mito, ma con 6 marce anziché 7 con carburatore PHBH28 al posto del VHSB34 della K7 della Supercity.
A differenza della Super City, il cui terminale dell'espansione (spillo) si divide in due, in modo da avere due silenziatori, la W8 ha solo uno spillo e silenziatore. Altri aspetti curiosi della moto, che la fanno differire dalla Super City, sono le forcelle normali con la protezione elastica a soffietto per lo stelo, il forcellone scatolato come quello della Super City, ma senza capriata di rinforzo, le ruote a raggi, il parafango alto, mentre il resto della moto è invariato.
Venne prodotta successivamente fino al 1999 una versione più economica con gruppo termico raffreddato ad aria e sprovvisto di valvola allo scarico e il pistone esclusivamente del tipo bifascia, inoltre il silenziatore venne sostituito con un modello in ferro verniciato.

## W12

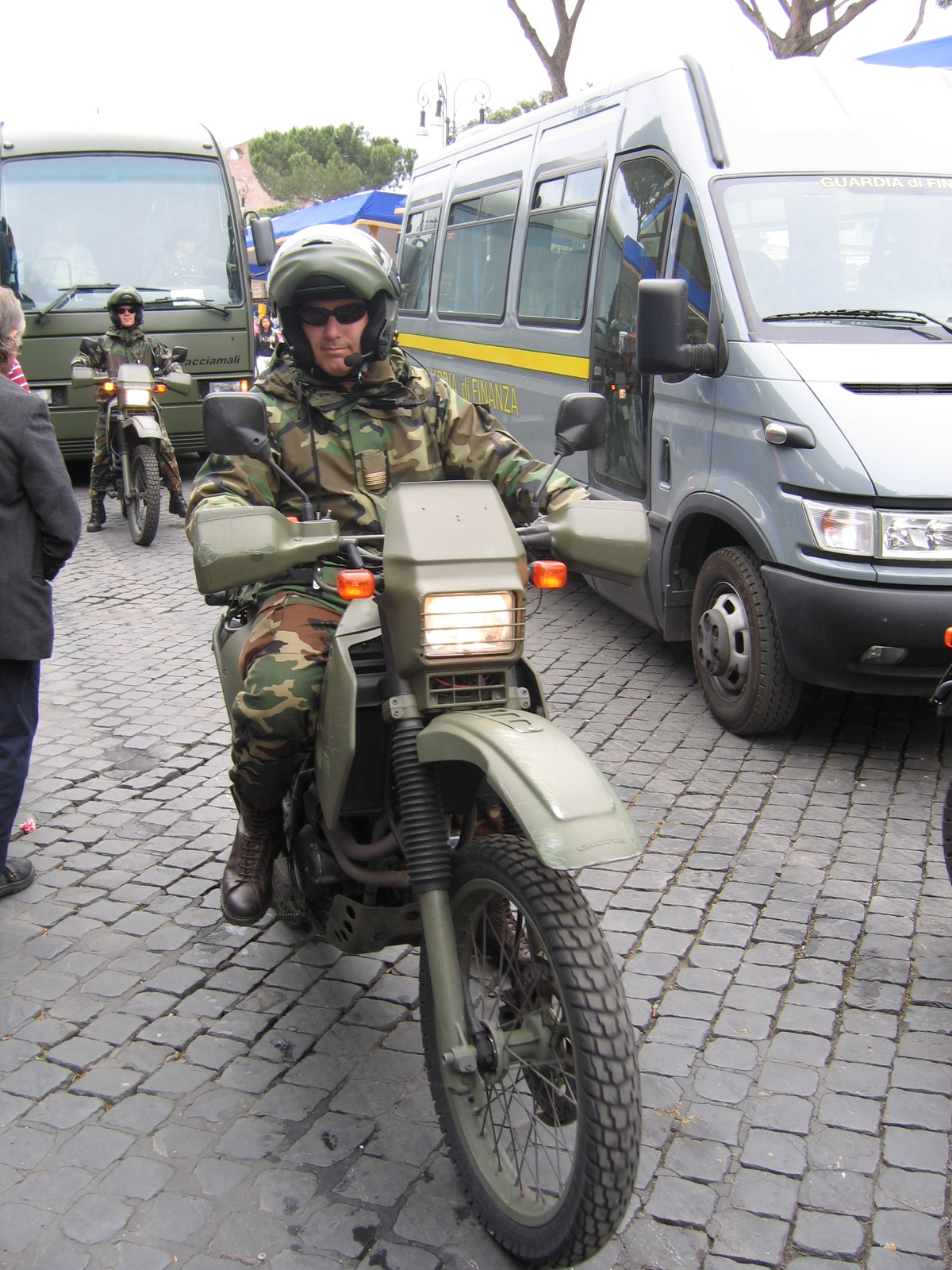
Cagiva W12 in dotazione all'Esercito italiano

Moto con motore quattro tempi da 350 cm³, evoluzione della T4 350 con solo alcune modifiche per lo più di livello estetico. Prodotta dal 1993 al 1996, da questa moto nasce la W16.
Questo modello, in dotazione a diversi eserciti, con il nome di "Cagiva 350 W12 Mil. I" è impiegato in missioni di ricognizione ed esplorazione avanzata, in quanto caratterizzato da una grande maneggevolezza ed all'elasticità del propulsore.

## W16
La W16 venne prodotta dal 1994 al 2001 ed ha lo stesso telaio e ben poche differenze dalla sorella minore W12 350 cm³, con un nuovo motore, condiviso con Cagiva River 600 e Canyon 500 e 600, che rende la W16 una moto divertente con solo 35 cavalli, guidabile anche a 18 anni.
Si è inserita in un mercato probabilmente già saturo e quindi non ha riscontrato molto successo, pur avendo delle caratteristiche di tutto rispetto, come per esempio forcelle Marzocchi e freni Brembo ed una ottima maneggevolezza.